# Lixophaga stenomae
Lixophaga stenomae är en tvåvingeart som beskrevs av Charles Howard Curran 1935. Lixophaga stenomae ingår i släktet Lixophaga och familjen parasitflugor.
Artens utbredningsområde är Costa Rica. Inga underarter finns listade i Catalogue of Life.